# Horace Wells
Horace Wells (21 de enero de 1815 – 24 de enero de 1848) fue un dentista estadounidense que utilizó por primera vez la anestesia en odontología, específicamente con óxido de nitrógeno.

## Biografía
Nacido en Hartford, Vermont, Wells asistió a la escuela Walpole, en Nuevo Hampshire antes de estudiar odontología en Boston. Una vez que se graduó, estableció un consultorio en Hartford, Conneticut, con un socio llamado William T. G. Morton, quien llegaría a la fama por su utilización del éter como anestésico el 16 de octubre de 1846.
Wells experimentó por primera vez los efectos del óxido de nitrógeno en 1844, cuando se ofreció como voluntario para que Gardner Quincy Colton, un miembro de un circo ambulante, lo probase en él. Wells no sintió nada, y fue el primer paciente intervenido bajo anestesia cuando más tarde, en ese mismo año, su socio John Riggs le extrajo un diente. Desde ese entonces comenzó a utilizarla con sus propios pacientes. No intentó patentar el descubrimiento porque declaró que verse libre de dolor debía ser "tan gratuito como el aire".

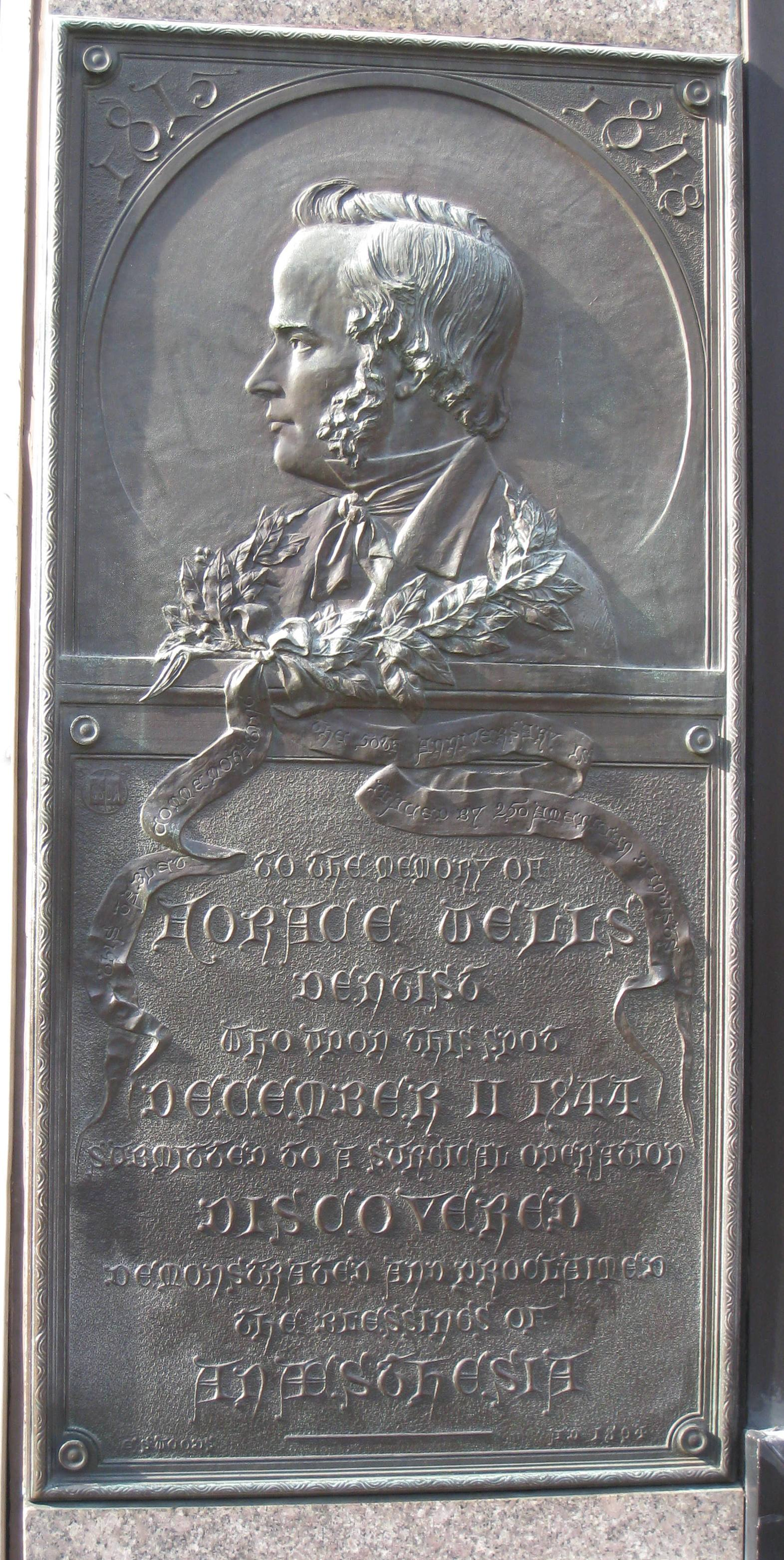
Placa honorífica a Horace Wells.

En 1845, Horace Wells realizó, en el Hospital General de Massachusetts de Boston, una demostración ante un grupo de estudiantes de medicina. Sin embargo, el efecto del gas no fue el esperado, ya que el paciente voluntario era obeso y -probablemente- también alcohólico, por lo que acabó gritando de dolor. La audiencia abucheó a Wells y se fue del lugar criticándolo. Después de este suceso, Wells perdió todo su prestigio en la comunidad médica. Más tarde, sin embargo, volvió a utilizar la anestesia para remover uno de sus propios dientes, probando su eficacia.
Después de este lamentable hecho, Wells abandonó la odontología y se dedicó a ser vendedor durante los dos años siguientes, viajando por Connecticut y vendiendo diferentes artículos hogareños. En 1847, se mudó a París luego de que su antiguo socio William Morton realizase una exitosa demostración de los efectos de la anestesia.
Un tiempo después de haber regresado a los Estados Unidos, Wells se volvió adicto al cloroformo. En esa época, no se conocían los efectos de aspirar cloroformo y éter. En enero de 1848, Wells experimentó consigo mismo con cloroformo durante una semana. Su mente se fue deteriorando. Un día, en estado de delirio, salió corriendo a la calle y les arrojó ácido sulfúrico a dos prostitutas. Fue enviado a la famosa cárcel neoyorquina de Tombs. A medida que los efectos de la droga fueron desvaneciéndose, su mente fue aclarándose; ya lúcido, se dio cuenta de lo que había hecho. Luego se suicidó, cortándose una arteria de la pierna con una navaja de afeitar después de haber inhalado una dosis analgésica de cloroformo para eliminar el dolor.
Wells está enterrado en el cementerio Cedar Hill en Hartford, Connecticut.

## Reconocimientos
En 1864, de forma póstuma, la Asociación Dental Americana reconoció a Wells como el descubridor de la anestesia moderna, y la Asociación Médica Americana hizo lo propio en 1870.
En Place des États-Unis, París, fue erigido un monumento a su memoria.